# Augusta Jansson
Augusta Jansson, född 28 september 1859 i Jern, död 22 april 1932 i Stockholm, var en svensk företagare, känd för sina karameller.

## Biografi
Jansson var dotter till Jan Magnus Andreasson och Maja Chatarina Ersdotter Hon var tredje barnet i en skara med sex barn. Hon blev satt som piga i Tystberga, vid Sättersta övergård, men flyttade redan tre år senare, 1877, till Nyköping, där hon blev anställd i en affär.
Hon bosatte sig i Stockholm 1880 och lärde sig karamellkokeri i en källarfabrik på Södermalm. Tillsammans med sin syster Signe André öppnade hon 1882 en egen karamellfabrik på Styrmansgatan 35. Deras varor såldes av så kallade karamellgummor på gatorna. Jansson menade att hennes "konfektyr skall ligga på silverfat och se ut som vackra fjärilar".
Från 1893 sköttes försäljningen från egen butik på Linnégatan 67, där de utökade sortimentet till ett hundratal olika sorters godis. Systrarna utmärkte sig inom den samtida godisindustrin och sålde bland annat till kungliga hovet. Butiken sköttes av Signe André fram till 1960-talet.